# الرائحة كدليل على المرض
لطالما استُخدمت الرائحة بوصفها دليلًا على المرض، ويعود تاريخ استخدامها إلى أبقراط نحو العام 400 قبل الميلاد. وما زالت تُستخدم مع التركيز على المركبات العضوية المتطايرة الموجودة في رائحة الجسم. المركبات العضوية المتطايرة مجموعات جزيئية أساسها الكربون لها وزن جزيئي منخفض، تُفرز في أثناء العمليات الأيضية للخلايا. قد تتغير بصماتها بسبب الأمراض كالسرطان والاضطرابات الأيضية والاضطرابات الوراثية والالتهابات وغيرها. يمكن تحديد التغيرات غير الطبيعية في تركيبة المركبات العضوية المتطايرة من خلال معدات مثل الاستشراب الغازي – مطياف الكتلة (كروماتوغرافيا الغاز - مطياف الكتلة) والأنف الإلكتروني والشم غير البشري المُدرَب.

## التاريخ
استخدم الأطباء تاريخيًا الروائح باعتبارها مؤشرًا تشخيصيًا للحكم على صحة المريض. رأى أبقراط أن أنفاس المرضى مؤشر محتمل من العام 400 قبل الميلاد. أخذ جالينوس وابن سينا وأطباء آخرون رائحة البول إلى جانب اللون والكثافة والرواسب وغير ذلك بعين الاعتبار في تحليل البول. شُخص البول ذو الرائحة الحلوة على أنه دليل على وجود خلط دموي مهيمن بالنسبةً للأخلاط الثلاثة الأخرى؛ بينما اعتُبرت الرائحة النفاذة دليل على كمية زائدة من الصفراء والرائحة الكريهة دليل على وجود قرحة في المسالك البولية أو تطور حمى متعفنة، وهي حمى تصيب الأخلاط.
تُعتبر المركبات العضوية المتطايرة حاليًا واسمات حيوية تشخيصية غير غازية مع إمكانية اختبار نقطة الرعاية السريرية والمراقبة طويلة الأجل.

## المركب العضوي المتطاير
الآلية الكيميائية الحيوية لتوليد المركبات العضوية المتطايرة في جسم الإنسان ليست مفهومة تمامًا. يرجع حدوثها إلى التغيرات في أيض الخلايا والالتهابات والإجهاد التأكسدي، إذ تتفاعل مركبات الأكسجين التفاعلية الناتجة عن التنفس الخلوي مع البُنى الخلوية (مثل الغشاء والبروتينات والحمض النووي والحمض النووي الريبي) لإنشاء المركبات العضوية المتطايرة. يحدث التراكم في التنفس والجلد والعرق والدم والبول والبراز. يمكن تحليل العينات بطرق مختلفة، مثل مطياف الكتلة المُختار لأنبوب التدفق الأيوني ومطياف حركة الأيونات غير المتماثلة الميدانية ومطيافية الرنين المغناطيسي النووي ومطياف كتلة تفاعل نقل البروتون وغيرها، ولكن التقنيات شائعة الاستخدام هي كروماتوغرافيا الغاز مع مطياف الكتلة والأنف الإلكتروني. قد يفسر الاختلاف في العينات وطرق التحليل المختارة عدم التجانس العالي الذي لوحظ في المركبات العضوية المتطايرة المحددة في دراسات مختلفة تتعلق بنفس الأمراض.

### الأنف الإلكتروني
الأنف الإلكتروني هو طريقة قياسية تُستخدم للتعرف غير النوعي للمركبات إذ تلتقط مصفوفات أجهزة الاستشعار المضبوطة بشكل واسع أنماط أو بصمات المركبات العضوية المتطايرة للتمييز بين الأفراد الأصحاء والمرضى. تتجلى محدودية هذه الطريقة بعدم القدرة على تحديد الواسمات الحيوية الفردية، ما يعني أنه لا يمكن اكتشاف واسمات حيوية فريدة للأمراض.

### كروماتوغرافيا الغاز مع مطياف الكتلة
يعتبر استخدام كروماتوغرافيا الغاز مع مطياف الكتلة المعيار الذهبي لتحليل المركبات العضوية المتطايرة لتحديد مركبات معينة. تفصل الكروماتوغرافيا خليط العينة في حالة غازية عن طريق إجباره على المرور عبر عمود باستخدام غاز ناقل، ويحدد مطياف الكتلة المركب. تتجلى محدودية هذه الطريقة بالحاجة إلى معدات متخصصة باهظة الثمن وموظفين مدربين تدريبًا عاليًا.
يُستخدم تحليل المركبات العضوية المتطايرة في الربو وداء الانسداد الرئوي المزمن والتليف الكيسي وانقطاع النفس الانسدادي النومي المزمن وداء الأمعاء الالتهابي والسرطان والالتهابات وغيرها.

## التطبيقات التشخيصية المحتملة

### السرطان
المركبات العضوية المتطايرة الخاصة بسرطان الرئة هي 1-بروبانول والكحول الأولي داخلي التنشؤ والبنتان. افتُرض أن وجود البنتان في التنفس الزفيري للمرضى ينشأ من فوق أكسدة الأحماض الدهنية التي شوهدت في أمراض الرئة الشديدة. وُجد بي-كريسول ذو الرائحة الكريهة فقط في سرطان القولون والمستقيم والمعدة، ومن المتوقع أن يكون سببه تغيير السرطان للميكروبيوم. لا يمكن اعتبار أي مركب مفرد حصرًا على أنه واسم حيوي، ولكن أنماط المركبات العضوية المتطايرة التي لوحظت قد تساعد في التمييز بين بعض الأمراض.

### الاضطراب الأيضي
وُجد لدى الأشخاص المصابين بداء السكري تركيز متزايد من الكيتونات، وهو سبب رائحة البول الحلوة، الناتجة من أكسدة الأحماض الدهنية غير المؤسترة. غالبًا ما يُستخدم أسيتون الزفير بصفته واسمًا حيويًا، ولكن أهميته باعتباره واسمًا حيويًا وحيدًا لمرض السكري ليست واضحة. يُعتبر الأسيتون واسمًا حيويًا في أمراض أخرى، مثل سرطان الرئة والتليف الكيسي، واختلطت التقارير حول الأسيتون وسكر الدم.
وُجد أن داء البول القيقبي، الذي يتميز برائحة شراب القيقب القوية في البول، يشير إلى وجود مستويات أعلى من حمض الكيتو.

### الأمراض المعدية
أظهر تنفس المرضى المصابين بالرشاشية الدخناء، وهي فطر مسؤول عن داء الرشاشيات الغازية، وجود 2-بينتيلفوران، وهو مركب لا يُنتج عادة في عملية الأيض لدى الثدييات. يحدث ربما اختلاط في بصمات المركبات العضوية المتطايرة بسبب تناول الفول السوداني وحليب الصويا وغيرها، والتي تحتوي أيضًا على 2- بينتيلفوران.
ظهر لدى المرضى الذين يعانون من التليف الكيسي مستوى أعلى بكثير من الإيثان مقارنة بالأفراد الذين لا يعانون من التليف الكيسي، ويرتبط بزيادة مستويات أحادي أكسيد الكربون وانسداد الشعب الهوائية. بالنسبة للتليف الكيسي الناجم عن عدوى الزائفة الزنجارية، جرى التعرف على سيانيد الهيدروجين و2-أمينواسيتوفينون وميثيل ثيوسيانات باعتبارها واسمات حيوية محتملة موجودة في النَفَس.

## حاسة الشم غير البشرية

### الكلاب
استُخدمت الكلاب لتمييز الأفراد ذوي الأعراض وعديمي الأعراض المصابين بأمراض أيضية ومعدية بسبب حاسة الشم الحساسة للغاية لديهم بسبب ارتفاع كثافة الخلايا العصبية وعدد الجينات الوظيفية التي تشفر المستقبلات الشمية والتي تفوق البشر بثلاثة أضعاف. تؤدي هذه الزيادة في المستقبلات إلى امتلاك الكلاب دقة أعلى بنحو 10000 إلى 100000 مرة في التعرف بشكل خاص على الرسل الكيميائية الصادرة من البشر. استُخدمت الكلاب في كثير من الأحيان لتمييز الأفراد عديمي الأعراض والمصابين بأمراض معدية مختلفة مثل فيروس كورونا المرتبط بالمتلازمة التنفسية الحادة الشديدة النوع 2 وأنفلونزا H1N1 والملاريا وعدوى فيروس الأبقار وغيرها.

#### السرطان
نُشرت أول دراسة عن الكلاب المدربة المُستخدمة للكشف عن السرطان من قبل ويليس وآخرون في 2004، إذ لاحظت أن الكلاب كانت قادرة على اكتشاف سرطان المثانة من خلال عينات البول. في وقت لاحق في 2004، أكد بيكل وآخرون أن الكلاب كانت قادرة على تشخيص سرطان الخلايا الصبغية بنجاح. في 2008، أكد هورفاث وآخرون أن الكلاب نجحت في التمييز بين الأنسجة السرطانية والطبيعية وفي التمييز بين الأنسجة المرضية غير السرطانية والأنسجة السرطانية. وجدت دراسة أخرى أجراها هورفاث وآخرون في 2010 أن الكلاب تُظهر أكثر من 90% من النوعية في الكشف عن سرطان المبيض من خلال عينة الدم، وسرطان القولون والمستقيم من الهواء التنفسي، وسرطان البروستات من بول الكلاب.

#### إسهالالمطثية العسيرة
أُجريت أول دراسة على الكلاب المستخدمة للكشف عن الأمراض المعدية من قبل بومرز وآخرون في 2012. دُربت الكلاب على مكافآت الطعام للكشف عن الأفراد المصابين بإسهال المطثية العسيرة، وأظهرت النتائج حساسية ونوعية بنسبة 100% في الكشف في عينات البراز. وتمكنت الكلاب من مراقبة المطثية العسيرة في البيئة بحساسية تبلغ 92.3% ونوعية تبلغ 95.4% لكل من الكشف عن الرائحة والقدرة على تحديد الموقع المصدر. وأفاد برنامج التعرف على الروائح عن طريق الكلاب في مستشفى فانكوفر في كندا بالقدرة الواعدة للكلاب في اكتشاف المطثية العسيرة على السطوح في المستشفيات ومعداتها وخزانات المطثية العسيرة.
أفضلية استخدام الكلاب المدربة للكشف عن المطثية العسيرة مقارنة بطريقة التشخيص التقليدية القائمة على الزرع الجرثومي تتمثل بسرعة الكشف والتي تستغرق بضع دقائق فقط. توجد مخاوف بشأن إمكانية استخدام كلاب الشم عالميًا لتشخيص المطثية العسيرة لأنه على الرغم من سرعة النتائج مقارنة باختبار التضخيم النووي الموجود مسبقًا، تبقى الاستجابة أقل بكثير.